# Xavier Desandre Navarre
Xavier Desandre Navarra (kurz: XDN) (* 11. Oktober 1961 in Paris) ist ein französischer Jazzmusiker (Schlagzeug, Perkussion, Komposition).

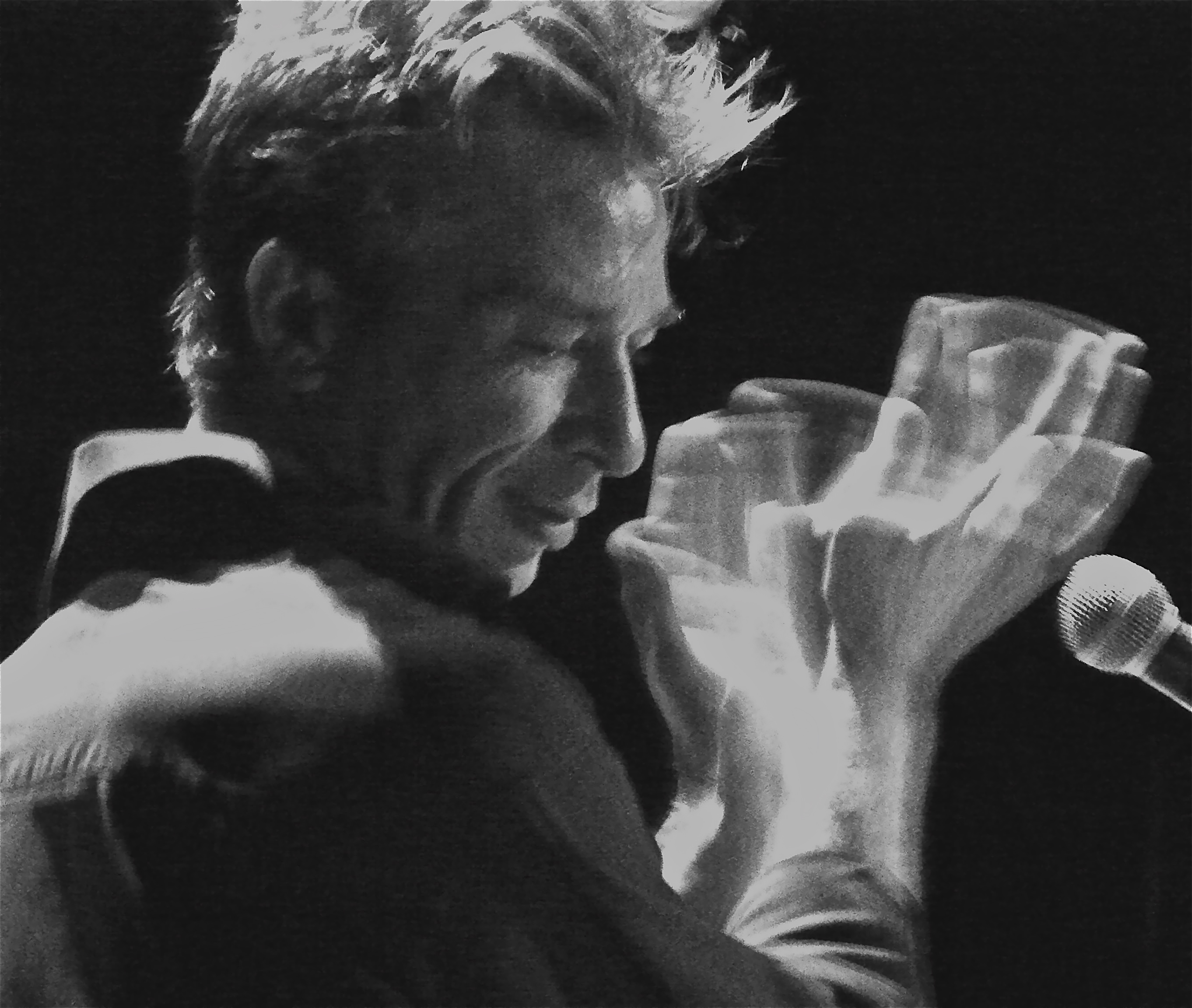
Xavier Desandre Navarre (2009)

## Leben und Wirken
Desandre Navarre verbrachte seine Kindheit und Jugend in Paris und Aix-en-Provence, sowie ein Jahr im Iran, wo er dessen Perkussionskultur entdeckte. Er studierte klassisches Schlagwerk am Conservatoire à rayonnement régional von Aix-en-Provence, ließ sich daneben aber in afrikanischer und brasilianischer Perkussion ausbilden.
1987 ging er nach Paris, wo ihn Laurent Cugny in seine Big Band Lumière holte, die mit Gil Evans auf Europatournee ging. 1991 machte ihn Denis Badault zum Mitglied in seiner Ausgabe des Orchestre National de Jazz. In den nächsten Jahren arbeitete er mit Les Rita Mitsouko, Michel Jonasz, Manu Dibango, Yaron Herman, David Sanborn, Biréli Lagrène, John Scofield, Michel Portal, Didier Lockwood und Stefano Di Battista. Dann war er in Lars Danielssons Produktion Libera me mit Sinfonieorchester zu erleben. Seit 2008 begleitete er Youn Sun Nah und ist auf vier ihrer Alben dokumentiert. Er leitete eine eigene Gruppe. Auch ist er auf Alben von Rick Margitza, Cæcilie Norby, Jean Pierre Mas, Aldo Romano, Magic Malik, Alan Stivell und Édouard Ferlet zu hören.
Weiterhin gab er Solokonzerte, etwa 2009 im Jardin des Tuileries oder 2012 in der Opéra de Lyon, wo er sein Projekt Beat Body & Soul präsentierte. Mit Niels Lan Doky stellte er 2010 bei der UNESCO die  Story of Earth and Water vor, die auch auf CD erschien.
1998 komponierte er Musik für die Eröffnungsfeier der Fußball-Weltmeisterschaft in Paris; auch war er als Komponist für Film und Fernsehen tätig.

## Diskographische Hinweise
- In Pulse (Jazz Village / Harmonia Mundi 2013)
- Jean-Louis Rassinfosse, Fabrice Alleman, Jean-Philippe Collard-Neven & Xavier Desandre Navarre Braining Storm (Fuga Libera 2010)
- Xavier Desandre Navarre / Frédéric Pages Récits du Sertão (Peak Power 2005)
- Zoom (Peak Power 2002)
- Tony Coe, Xavier Desandre Navarre, Scott Robinson: Impressions of  Schindler’s List (Black/NEC: NACJ 1994)